# ちよれん
ちよれんは、アダルトゲームソフトハウスの企業連合組織。正式名称は「千代田区連合」だが、正式名称が使われることはあまりない。
似たような連合組織として「北海道えろげー組合」がある。

## 構成ブランド
- 株式会社アシッド

âge（アージュ）
mirage（ミラージュ）
φâge（ファイアージュ）
- 有限会社スタック

Overflow（オーバーフロー）
- 株式会社ニトロプラス

Nitroplus（ニトロプラス）
かつてはTOPCATもメンバーだった。また、CIRCUS（詳細は後述）やminori とは共同でイベントを開催した事がある。

## 結成のきっかけ
本社所在地がいずれも東京都千代田区であることが連合結成のきっかけで、名称の由来にもなっている。2001年秋には、区内の杉商ビルにオーバーフロー（9階）、アージュ（8階）、ニトロプラス（7階）が揃って入居した。
なお、ニトロプラスは2007年に区内の他のビルに移転、台東区、墨田区を経て、2016年2月に千代田区に戻っている。このため、アージュが空いた杉商ビル7階を使用していたが、後に杉並区へ移転した。オーバーフローは2008年に埼玉県川口市に移転している。
2016年2月、千代田区のアキバCOビル4階にニトロプラスが、5階にアシッド及びアージュブランド作品の著作権を譲受したイクストル（現aNCHOR）が入居した。アシッドとaNCHORは2018年11月に世田谷区池尻に再移転。
2023年4月にアシッドは再び千代田区外神田へ移転した（aNCHORは港区三田へ移転）。

## 活動
ラジオ番組『ちよれんちゃんねる♪』やトレーディングカードゲーム「ランブリングエンジェル」の製作、「ちよれん祭り」などのイベントを共同で行っている。また、各社のゲーム製作においても、アニメーションの製作、キャラクターデザイン等で協力関係にある。イベントでの不手際の多発等により対外的な活動が行われない時期があったが、その間も開発における相互協力などで連携していた。
2008年8月13日に「C3ちよれんサミット2008」として久々のイベントを開催。内容は、3社のトップ（アージュ：吉田博彦、オーバーフロー：大沼明夫、ニトロプラス：でじたろう）が一堂に会するトークライブであった。
なお、「ちよれん大サーカス」（2002年5月）などCIRCUSと共同でイベントを開催したこともあるが、CIRCUSの所在地は埼玉県蓮田市であり、厳密にはちよれんのメンバーではない。ただし、ちよれん各所属ブランドの公式サイトにある「ちよれんリンク」にはCIRCUSのバナーも貼られており、実質的にはちよれん第四の所属ブランドとして扱われている。ちなみに、CIRCUSがちよれんとの活動に軸足を移したことで埼玉連合の活動が停滞し、崩壊の遠因になったという説がある。